# Когалев, Алексей Юлианович
Алексей Юлианович Когалев (фр. Alexei (Alexis) Kogalev; род. 16 апреля 1966, Пирятин, Полтавская область) — советский и бельгийский прыгун в воду. Участник летних Олимпийских игр 1992 года, бронзовый призёр Кубка мира 1993 года и чемпионата Европы среди юношей 1983 года.

## Биография
Алексей Когалев родился 16 апреля 1966 года в городе Пирятин Полтавской области (сейчас на Украине).
В 1990 году окончил в Минске Белорусский государственный институт физкультуры.
Выступал в соревнованиях по прыжкам в воду за минские «Динамо» и «Спартак». Тренировался под началом Анатолия Рябчикова. Четырежды становился чемпионом СССР (1985 — летний и зимний, 1986, 1989), в 1984 году стал серебряным призёром. Завоевал серебряную медаль на летней Спартакиаде народов СССР 1986 года.
В 1984 году на летней Универсиаде в Кобе завоевал бронзовую медаль в командных соревнованиях и 6-е место в личных соревнованиях.
Занял 11-е место на чемпионате Европы 1985 года в Софии, 4-е место на Играх доброй воли 1986 года в Москве.
После распада СССР выступал за Бельгию.
В 1992 году вошёл в состав сборной Бельгии на летних Олимпийских играх в Барселоне. В прыжках с 3-метрового трамплина занял 26-е место в квалификации, набрав 323,46 балла и уступив 50,76 балла худшему из попавших в финал Кенту Фергюсону из США.
В 1993 году стал бронзовым призёром Кубка мира в Пекине в прыжках с 1-метрового трамплина.
Мастер спорта СССР международного класса.
По окончании выступления работал тренером.